# Selenarctia
Selenarctia is een geslacht van vlinders van de familie spinneruilen (Erebidae), uit de onderfamilie Arctiinae.

## Soorten
- S. elissa Schaus, 1892
- S. elissoides Rothschild, 1909
- S. flavidorsata Watson, 1975
- S. pseudelissa Dognin, 1902
- S. schausi Rothschild, 1916